# André Weßels
André Weßels (ur. 21 października 1981 w Recklinghausen) – niemiecki florecista, brązowy medalista olimpijski, czterokrotny medalista mistrzostw świata.
Na igrzyskach olimpijskich w Atenach w 2004 roku zajął 24. miejsce w zawodach indywidualnych i 6. w drużynowych. Brał też udział w igrzyskach olimpijskich w Londynie w 2012 roku, gdzie reprezentacja Niemiec w składzie: Sebastian Bachmann, Peter Joppich, Benjamin Kleibrink i André Weßels zdobyła brązowy medal w rywalizacji drużynowej. W zawodach indywidualnych tym razem nie startował.
Podczas mistrzostw świata w Lizbonie w 2002 roku razem z Ralfem Bißdorfem, Peterem Joppichem i Larsem Schache wywalczył złoty w zawodach drużynowych. Na tej samej imprezie zdobył także srebrny medal indywidualnie, przegrywając w finale z Włochem Simone Vannim. Ponadto zdobywał brązowe medale w rywalizacji drużynowej podczas mistrzostw świata w Hawanie (2003) i mistrzostw świata w Katanii (2011).
Dwukrotnie zdobywał brązowe medale mistrzostw Europy: indywidualnie na mistrzostwach Europy w Płowdiwie (2009) oraz drużynowo podczas mistrzostw Europy w Legnano (2012).